# Lípa, Havlíčkův Brod
Lípa là một làng thuộc huyện Havlíčkův Brod, vùng Vysočina, Cộng hòa Séc.